# Elvira Kovács
Elvira Kovács, serb. Elvira Kovač, cyr. Елвира Ковач (ur. 18 lipca 1982 w Zrenjaninie) – serbska polityk i ekonomistka węgierskiego pochodzenia, posłanka do Zgromadzenia Narodowego.

## Życiorys
Ukończyła ekonomię w Suboticy na wydziale ekonomii Uniwersytetu w Nowym Sadzie. Studiowała także na Uniwersytecie Ekonomicznym w Wiedniu. Pracowała w administracji regionalnej Wojwodiny. W 2000 wstąpiła do Związku Węgrów Wojwodiny, w 2009 została przewodniczącą forum kobiet tego ugrupowania. W 2007, 2008, 2012, 2014 i 2016 wybierana do serbskiej Skupsztiny. Również w 2020, 2022 i 2023 jako wicelider listy wyborczej partii uzyskiwała mandat posłanki na kolejne kadencje. Powoływana w skład reprezentacji Zgromadzenia Narodowego do Zgromadzenia Parlamentarnego Rady Europy.